# Zračna luka Šamelik
Zračna luka Šamelik (mađ. Sármellék) (mađarski: Sármellék Nemzetközi Repülőtér) (IATA: SOB, ICAO: LHSM), poznata i kao Zračna luka FlyBalaton je međunarodna zračna luka u Mađarskoj. Nalazi se zapadno od Blatnog jezera (Balatona), 1 km južno-jugozapadno od sela Šamelika u Zalskoj županiji. 
Njegova važnost je zbog blizine Blatnog jezera, mađarskog najpoznatijeg odmarališta i toplica u Hévízu i Zalakarosu.